# Stazione di Gasan Digital Complex
La stazione di Gasan Digital Complex (가산디지털단지역 - 加山디지털團地驛, Gasan Dijiteol Danji-yeok) è una stazione ferroviaria di Seoul situata sulla linea Gyeongbu e servita dalla linea 1 della metropolitana di Seul, e interscambio per la linea 7. Si trova nel quartiere di Geumjeong-gu, a sud-ovest del centro della capitale sudcoreana.

## Linee e servizi
Korail
● Linea 1 (ufficialmente, linea Gyeongbu) (Codice: P142)
 SMRT
● Linea 7 (Codice: 746)

## Struttura
La stazione costituisce un interscambio fra la linea 1 e la linea 7, i binari delle quali sono pressoché paralleli. La linea 1 va in direzione nord-sud, mentre la linea 7 curva verso nord-est per raggiungere il deposito di Jangam.

### Stazione Korail
La linea 1 della metropolitana, gestita dalla Korail, è in superficie e possiede due marciapiedi laterali e uno a isola con quattro binari totali. I due binari interni sono utilizzati per i treni in transito o per gli espressi. Sono presenti due aree varchi, delle quali una possiede il collegamento, senza la necessità di uscire dai tornelli, con la linea 7 sottostante.
| 1        | ● Linea 1        | per Yongsan, Seul, Cheongnyangni e Soyosan             |
| Transito | ■ Linea Gyeongbu | Transito direzione Seul                                |
| Transito | ■ Linea Gyeongbu | Transito direzione Suwon                               |
| 4        | ● Linea 1        | per Seodongtan, Suwon, Cheonan, Sinchang e Gwangmyeong |

### Stazione metropolitana

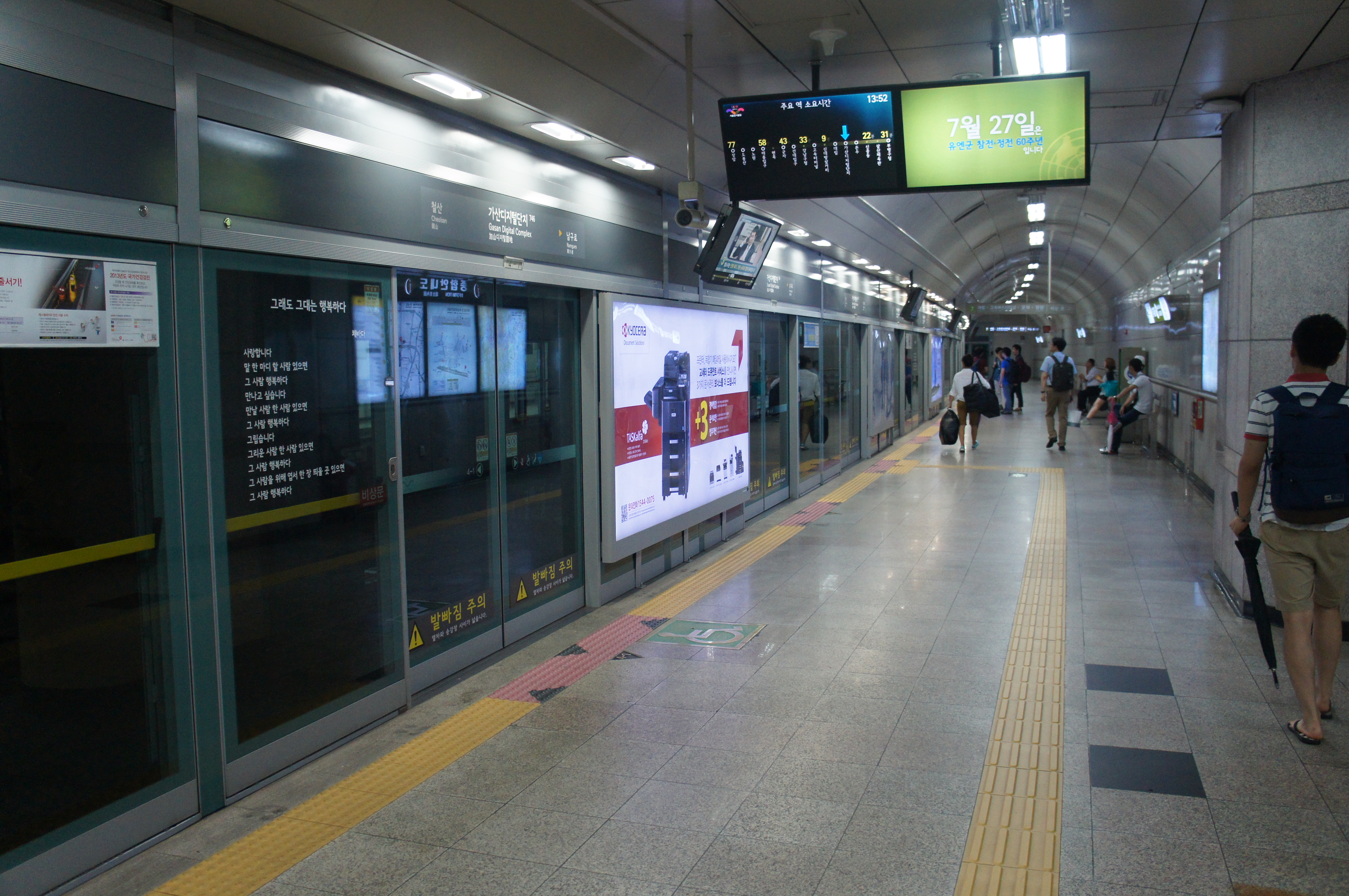
Vista delle banchine della linea 7

I binari della linea 7 sono posti sottoterra, al quarto piano interrato. Sono presenti due marciapiedi laterali con due binari e porte di banchina.
| Direzione Jangam            | ● Linea 7 | per Express Bus Terminal, Geondae-ipgu, Jangam |
| Direzione Bupyeong-gucheong | ● Linea 7 | per Cheolsan, Onsu e Bupyeong-gucheong         |

## Stazioni adiacenti
| «                      | Servizio   | »        |
| Linea 1                | Linea 1    | Linea 1  |
| ---------------------- | ---------- | -------- |
| Guro                   | Locale     | Doksan   |
| Guro                   | Espresso A | Anyang   |
| L'espresso B non ferma |            |          |
| Linea 7                |            |          |
| Namguro                | Locale     | Cheolsan |